# Arrhopalites mauli
Arrhopalites mauli is een springstaartensoort uit de familie van de Arrhopalitidae. De wetenschappelijke naam van de soort is voor het eerst geldig gepubliceerd in 1957 door Delamare & Bassot.